# A Call to Remember
A Call to Remember (titulado: Una llamada del pasado o Una llamada para recordar en España) es un telefilme estadounidense de drama de 1997, dirigido por Jack Bender, escrito por Max Eisenberg, musicalizado por Lee Holdridge, en la fotografía estuvo David Geddes y los protagonistas son Blythe Danner, Joe Mantegna y David Lascher, entre otros. Este largometraje fue producido por Great Falls Productions, Starz! Pictures y Universal Television Entertainment; se estrenó el 30 de agosto de 1997.

## Sinopsis
Este largometraje trata acerca de dos sobrevivientes del Holocausto que pelean con su pasado, ambos tratan de evitar que su hijo vaya a la Guerra de Vietnam.